# Biflustra savartii
Biflustra savartii is een mosdiertjessoort uit de familie van de Membraniporidae. De wetenschappelijke naam van de soort is, als Flustra savartii, voor het eerst geldig gepubliceerd in 1826 door Jean Victor Audouin.